# 159999 Michaelgriffin
159999 Michaelgriffin este o planetă minoră (asteroid) din centura de asteroizi. A fost descoperită pe 2 martie 2006 la Observatorul Național Kitt Peak de Marc Buie⁠(d). 
Obiectul prezintă o orbită caracterizată de o semiaxă mare de 2,8289110132565 UAi, o excentricitate de 0,04, o înclinație de 2,4 ° în raport cu ecliptica.